# Mochnate
Mochnate – wieś w Polsce położona w województwie podlaskim, w powiecie hajnowskim, w gminie Hajnówka. 
| SIMC    | Nazwa  | Rodzaj    |
| ------- | ------ | --------- |
| 0029713 | Polowy | część wsi |

W latach 1975–1998 miejscowość administracyjnie należała do województwa białostockiego.

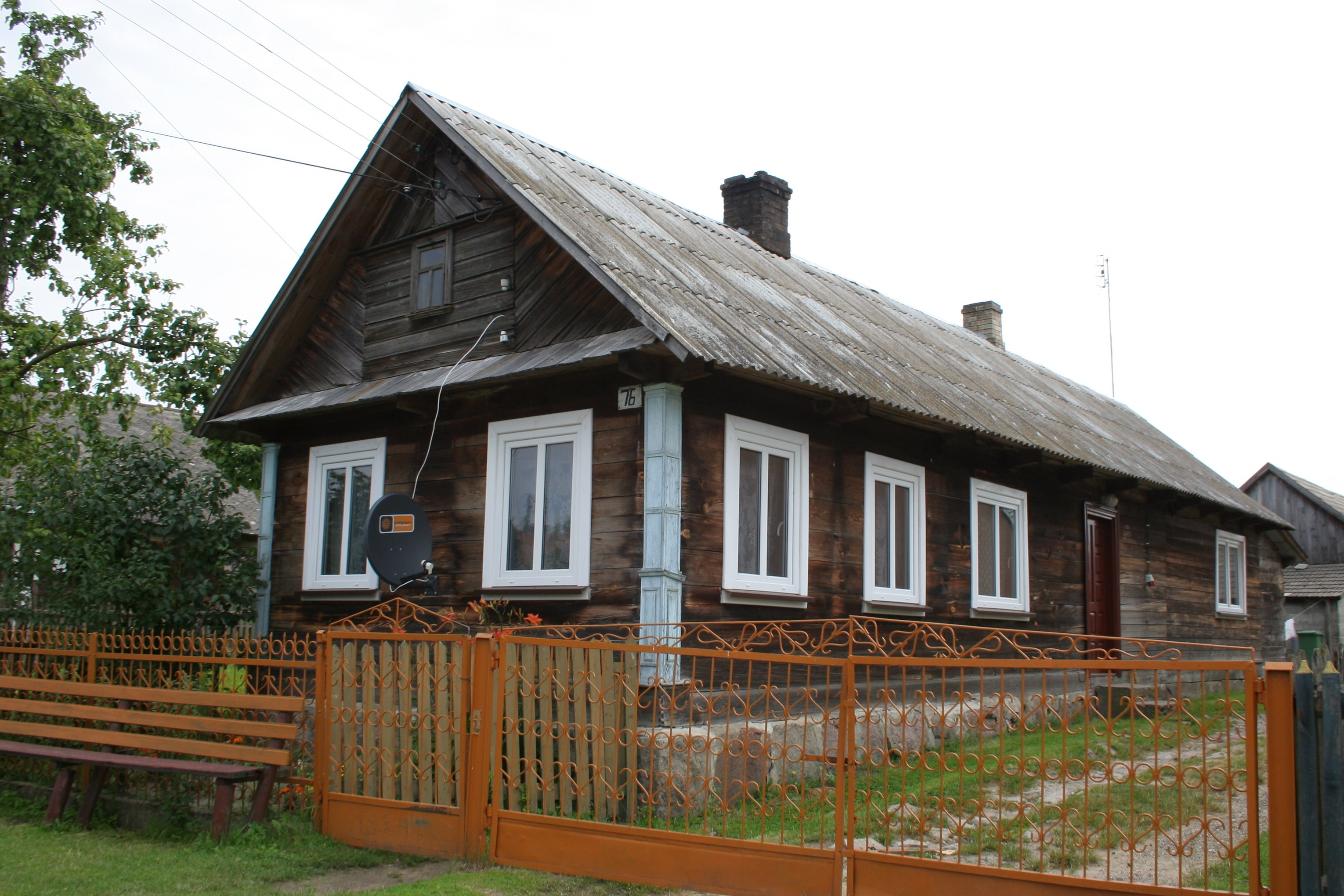
Dom mieszkalny w Mochnatem

Według stanu z 31 grudnia 2012 mieszkało tu 212 stałych mieszkańców.
Prawosławni mieszkańcy należą do parafii prawosławnej w Starym Korninie, a wierni kościoła rzymskokatolickiego do parafii Podwyższenia Krzyża Świętego i św. Stanisława, Biskupa i Męczennika w Hajnówce.